# لپسیوس ۵۵۷۳۳
سیارک ۵۵۷۳۳ (به انگلیسی: 55733 Lepsius، نامگذاری:1986WS2) پنجاه و پنج هزار و هفتصد و سی و سومین سیارک کشف شده‌است که در ۲۷ نوامبر ۱۹۸۶ کشف شد.